# Akkumulator (Computer)
Ein Akkumulator ist ein Register innerhalb einer CPU, in dem Ergebnisse der Recheneinheit (ALU) gespeichert werden. Meist ist das Akkumulatorregister fest mit dem zweiten Eingang der ALU verschaltet. Einzelne Akkumulatoren spielen heute fast nur noch in kleineren Mikroprozessoren eine Rolle. Die meisten 16- oder 32-Bit-Prozessoren (oder breiter) verwenden eine größere Anzahl von Akkumulatoren, die man dann als Datenregister bezeichnet.
Siehe auch: Akkumulatorrechner
Ohne einen Akkumulator wäre es notwendig, jedes Ergebnis einer Berechnung (Addition, Multiplikation, logische Verknüpfung usw.) im Hauptspeicher zu speichern und später von dort wieder in die CPU zu laden. Der Zugriff auf das Akkumulatorregister ist aber wesentlich schneller als ein Hauptspeicherzugriff, da dieses Register mit der ALU in der CPU integriert ist.
Insbesondere in der digitalen Signalverarbeitung mit einem DSP werden zur Berechnung von Skalarprodukten Akkumulatoren eingesetzt. Hierzu wird der Ausgang der Multiplikationseinheit an einen Eingang der Addiereinheit gelegt. Der Ausgang des Addierers ist mit einem Register verbunden, das wiederum an den zweiten Eingang des Addierers geführt ist. Mit dieser Akkumulatorschaltung wird die Summe von Produkten (das Skalarprodukt) ermittelt. Diese Operation wird auch Multiply-Accumulate genannt.
Auch in der Programmierung wird eine Variable, die Zwischenergebnisse enthält (z. B. in Schleifen), gelegentlich als Akkumulator bezeichnet.